# Lepadichthys lineatus
Lepadichthys lineatus är en fiskart som beskrevs av Briggs, 1966. Lepadichthys lineatus ingår i släktet Lepadichthys och familjen dubbelsugarfiskar. Inga underarter finns listade i Catalogue of Life.